# Melicope indica
Melicope indica là một loài thực vật thuộc họ Rutaceae. Đây là loài đặc hữu của Ấn Độ.